# Квартачо (Витербо)
Квартачо је насеље у Италији у округу Витербо, региону Лацио.
Према процени из 2011. у насељу је живело 159 становника. Насеље се налази на надморској висини од 170 м.